# Борисівська сільська рада (Приморський район)
Борисівська сільська рада — колишній орган місцевого самоврядування у Приморському районі Запорізької області з адміністративним центром у с. Борисівка.

## Загальні відомості
Водойми на території сільради: Азовське море, річки Обіточна, Кільтичія.

## Населені пункти
Сільраді були підпорядковані населені пункти:
- с. Борисівка
- с. Азов
- с. Лозанівка

## Склад ради
Рада складалася з 14 депутатів та голови.
Партійний склад ради: Аграрна партія України — 10, Самовисування — 4.

### Керівний склад ради
| ПІБ                           | Основні відомості                                                                      | Дата обрання | Дата звільнення |
| ----------------------------- | -------------------------------------------------------------------------------------- | ------------ | --------------- |
| Каркелан Олександр Михайлович | Сільський голова, 1959 року народження, освіта, член Комуністичної партії України      | 26.03.2006   | 31.10.2010      |
| Каркелан Олександр Михайлович | Сільський голова, 1959 року народження, освіта вища, член Комуністичної партії України | 31.10.2010   | 25.10.2015      |
| Чебан Валентина Іванівна      | Сільський голова, 1960 року народження, освіта середня спеціальна, безпартійна         | 25.10.2015   |                 |

Примітка: таблиця складена за даними джерел